# Pseudotorymus leguminus
Pseudotorymus leguminus är en stekelart som beskrevs av Ruschka 1923. Pseudotorymus leguminus ingår i släktet Pseudotorymus och familjen gallglanssteklar. Inga underarter finns listade i Catalogue of Life.